# John Wilkes
 (octobre 2017).
Si vous disposez d'ouvrages ou d'articles de référence ou si vous connaissez des sites web de qualité traitant du thème abordé ici, merci de compléter l'article en donnant les références utiles à sa vérifiabilité et en les liant à la section « Notes et références ».
Pour les articles homonymes, voir Wilkes.
John Wilkes (17 octobre 1725 – 26 décembre 1797) est un homme politique et journaliste britannique. Membre du Parlement de Westminster, Lord-Maire de Londres, son nom reste attaché aux scandales et aux émeutes que provoquèrent ses articles et ses combats pour la liberté de la presse, l'inviolabilité parlementaire et le droit des classes moyennes à élire leurs représentants. 
Il fut à l'origine d'une célèbre affaire sous le règne de George III connue en France sous le nom d'affaire Wilkes, ou pour la distinguer de la « seconde affaire Wilkes », affaire des Imprimeurs ou affaire du North Briton. Elle s'inscrit dans un contexte de mécontentement populaire à Londres aux lendemains de la Guerre de Sept Ans. Elle révéla les intentions du roi George III d'affirmer son pouvoir, après la relative faiblesse de ses deux prédécesseurs.

## Biographie
Fils d'artisan distillateur londonien, John Wilkes manifesta très tôt le goût du scandale et épousa des opinions politiques radicales. Son genre de vie très critiqué le rapprocha de milieux politico-libertins clandestins en activité à Londres dans les années 1750, et en particulier le sulfureux Hellfire Club. En 1757, après un premier échec, il est élu à la Chambre des communes par les électeurs d'Aylesbury. 

En 1762, partisan de William Pitt l'Ancien, ministre de la guerre, qui venait de démissionner, il fonde le journal The North Briton pour défendre ses vues et un programme radical proche du groupe whig de la tendance de Sir Francis Dashwood. Il était franc-maçon.

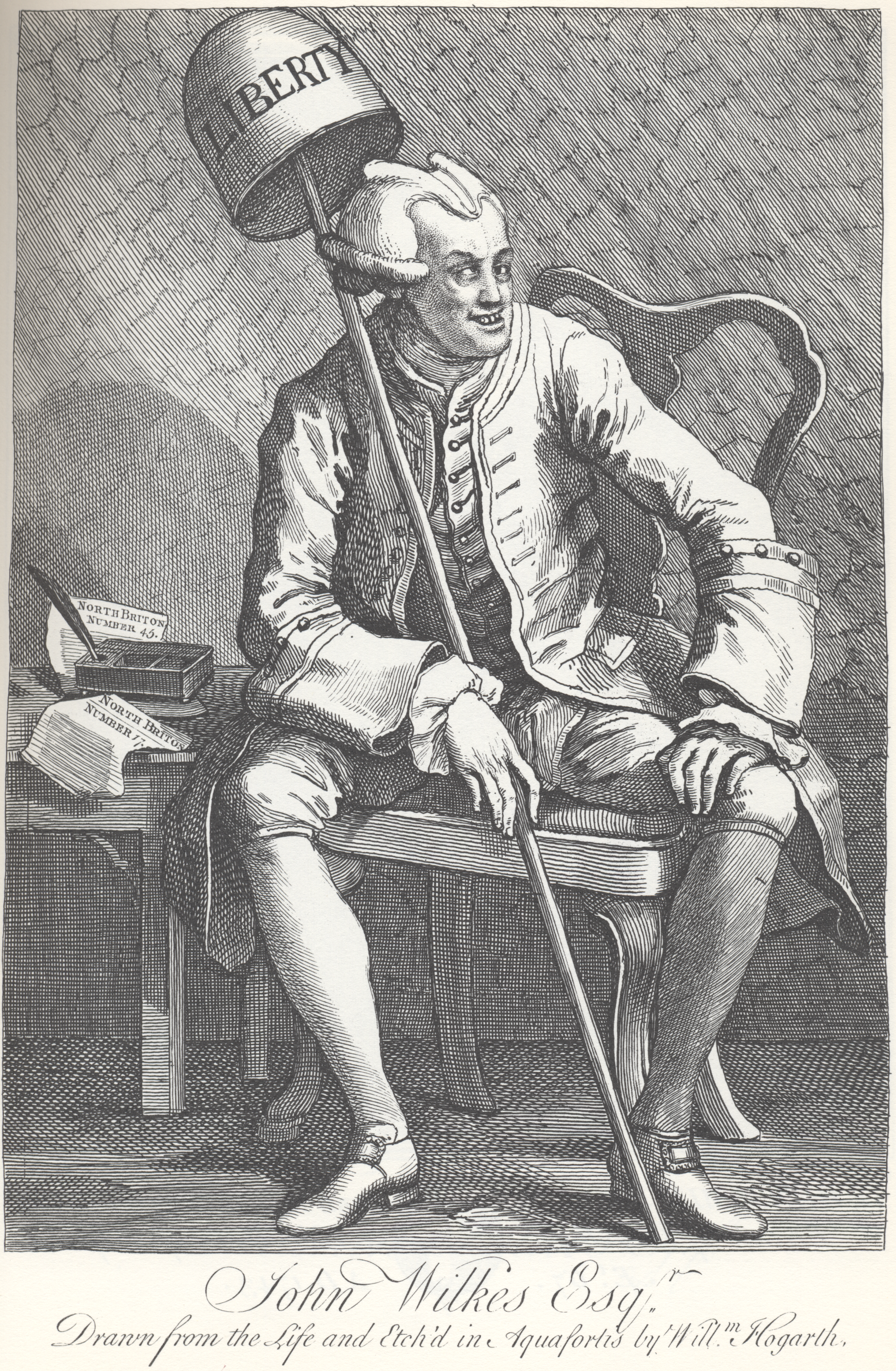
John Wilkes Esq. (1763), gravure satirique produite par William Hogarth.

Dans les premiers numéros de The North Briton, journal hebdomadaire publié à partir du 5 juin 1762 et sans aucun nom d'auteur, il multiplie les attaques virulentes contre le gouvernement et en particulier contre lord Bute, premier ministre d'origine écossaise perçu par une partie de l'opinion comme un intrigant étranger. Mais bientôt, dans le quarante-cinquième numéro, c'est la personne même du roi qui est prise pour cible, surtout parce que William Pitt avait été congédié assez brutalement. Wilkes est poursuivi pour outrage au roi et « libelle séditieux », jugé, incarcéré à la tour de Londres. Nombre de ses amis politiques l'abandonnent. Cependant, son procès occupe les esprits de tous les Londoniens. Une partie des couches moyennes et populaires de la ville s'indigna du sort qui lui était réservé et des émeutes – les émeutes wilkesites – éclatèrent en 1763. Il fut très vite libéré à la faveur de ce mouvement d'adhésion populaire qui connut bien des débordements. Le peuple le porte en triomphe. Un slogan apparaît, « Wilkes & Liberty », et la caricature gravée par William Hogarth, loin de l'atteindre, le rend encore plus populaire. 

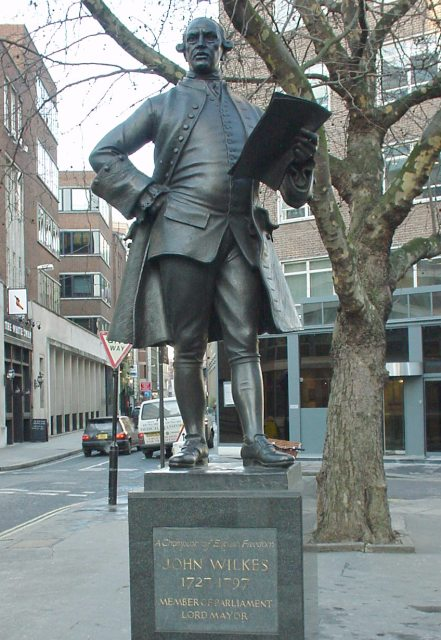
Statue de John Wilkes.

Après un exil français, où il est accueilli triomphalement[réf. nécessaire] par les hommes de lettres proches du « parti philosophique », il rentre clandestinement à Londres et se relance dans la vie politique. Car en 1768 se tiennent des élections pour le renouvellement de la Chambre des Communes. Il est réélu cette année-là, à une large majorité, par le comté de Middlesex qui comprend une grande partie de la population ouvrière de Londres. Le peuple manifeste sa solidarité avec son élu et se rassemble aux Champs Saint-Georges. Tous les jours, la foule s’y presse. Le 10 mai 1768, les esprits s’échauffent, les forces de l’ordre en faible nombre perdent leur sang-froid et font feu. Une dizaine de personnes sont mortellement blessées. Cet événement qui prend valeur de symbole est connu sous le nom de Massacre du Champ de Saint-Georges.

Le calme est rétabli mais Wilkes demeure en prison. À la fin de l'année 1768, il rédige un pamphlet selon lequel le duc de Grafton, premier ministre, porte la responsabilité pleine et entière de la fusillade. Ce dernier demande l’exclusion de Wilkes des Communes. Par trois fois, le Parlement invalide l’élection de Wilkes qui est réélu par deux fois.
La troisième fois, Grafston demande au colonel Luttrel de se présenter contre Wilkes et en quelque sorte de se sacrifier. L’invalidation est renouvelée le 15 avril 1769. Cet acte du Parlement a profondément choqué l’opinion des Londoniens. Bien des Britanniques estiment que le Parlement s’est discrédité, s’est compromis avec le pouvoir royal. La liberté des électeurs semble avoir été bafouée. Cette seconde affaire est à l'origine de la création de l'éphémère Société du Bill of Rights.

Durant les années 1770, il soutient les revendications, sans en saisir peut-être la portée, des Insurgents américains. Ce sera l'occasion pour lui de rencontrer Beaumarchais et Arthur Lee en décembre 1775.

## La portée de son action
Son action théâtrale soulève la question d'une réforme parlementaire et des limites des prérogatives royales face à la Chambre des Communes. Wilkes apparaît alors comme le « champion de la liberté », démagogue qui bénéficie du soutien des classes moyennes et qui recueille les faveurs du petit peuple de Londres, boutiquiers et artisans. Il incarne la persévérance contre un système politique perçu comme soumis aux règles du clientélisme et de la corruption.

Dans les années 1780, Wilkes se range dans le camp de la tradition, il défend ainsi, les armes à la main, son quartier face aux émeutiers, lors des Gordon Riots.